# Vizcondado de Minerve

Escudo de Armas de Minerve.

El vizcondado de Minerve (en occitano Vescomtat de Menèrba)  fue un señorío feudal situado en Languedoc que durante la Edad Media fue vasallo del vizcondado de Narbona y de la dinastía Trencavel.
El centro feudal del vizcondado era la villa de Minerve, en la confluencia de los ríos Cesse y Brian en cuyo castillo residían los vizcondes. Existen menciones, del año 854, de un vizconde de los condes de Narbona en el Minervois, llamado Berard. En 873, aparece otra mención a un vizconde llamado Isembert, que envió un delegado a actuar en un juicio. 
A principios del año 990, el vizcondado fue reconocido como tal y como delegación de los vizcondes de Narbona. Poco después, Guilhèm I, aparece ya actuando como vizconde reconocido como tal. Inició una dinastía vizcondal propia y hereditaria que continuó su hijo Raimon y después el hijo de este Bernat, casado con Agnès con la que tuvo dos hijos, Ponce y Guillem. Al morir Bernat en  1125, se cree que fue Ponce de Minerva el vizconde titular, pero vivió muchos años fuera del vizcondado, primero en la corte castellana con el rey Alfonso VII de Castilla, y mes tarde en la corte de Fernando II de León (1140-1161) donde recibió el señorío de Sandoval y fue además gobernador de León y alférez del rey. Ponce casó con Estefanía Ramírez, hija del conde Ramiro Froilaz, con sucesión. Guilhèm II, su hermano, recibió en el año 1125 los señoríos de Olargues y  rigió el vizcondado de Minerve; casado con Garsenda, murió en el 1166, pasando el vizcondado a su hijo Ponç (I de Olargues). Su hijo, Ponç II de Olargues lo sucedió y continuando la sucesión hereditaria, el hijo de este, Guillem Bernat. 
En Minerve se encuentran menciones a Guilhèm Bernat III y su sucesor, Guilhèm IV. En el año 1210, Simón de Montfort, un cruzado francés, sitió el castillo de Minerve durante la cruzada albigense, conquistándolo el 22 de julio de dicho año y confiscando el vizcondado como botín de guerra establecido por el papado en el llamamiento a la cruzada. Años más tarde, Guilhèm IV se hizo caballero hospitalario, en el 1215, pero no tardó en sublevarse aliándose con Ramón VII conde de Tolosa. Murió en 1219 y el vizcondado pasó a la dinastía occitana Trencavel, vizcondes de Bésiers y Carcasona. Guillem V, su hijo, participó en la rebelión de los Trencavell en 1240, partiendo más tarde, por mandato del rey de Francia, Luis IX, a las Cruzadas en Tierra Santa, ya habiendo sido incorporados los vizcondados de la familia Trencavel a feudo real francés. 

## Lista de los vizcondes de Minerve
- Guilhèm I  991-1045
- Raimon (hijo) 1045-1098
- Bernat (hijo) 1098-1125
- Ponç I (hijo) 1125-1161
- Guilhèm II (hermano) 1161-1166
- Ponç II  d'Olargues (hijo) 1166- ?
- Guilhèm III ?-?
- Guilhèm IV ?-1210
- Simón de Montfort 1210
- Integrado en el vizcondado Carcasona-Besièrs 1219

- Datos: Q6553510